# Ishaq al-Mausili, die Sklavin und der Kaufmann

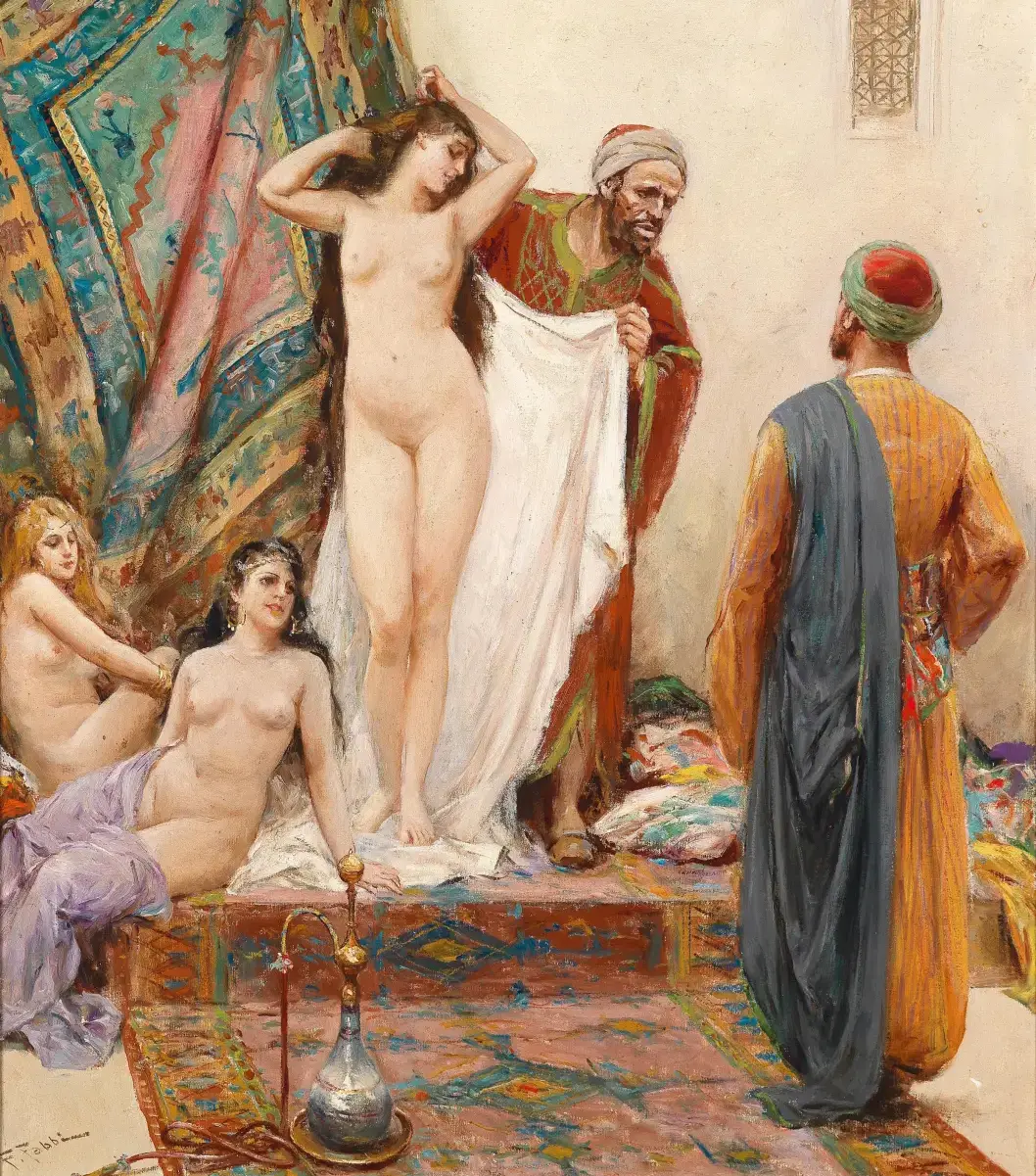
Die Sklavin wird Ishaq al-Mausili präsentiert.

Ishaq al-Mausili, die Sklavin und der Kaufmann ist eine Erzählung aus Tausendundeiner Nacht. In der Arabian Nights Encyclopedia wird sie als ANE 142 gelistet (→ Tausendundeine Nacht – Liste der Geschichten). In der Geschichte versucht der berühmte Musiker Ishaq al-Mausili eine Sängersklavin in seinen Besitz zu bringen.

## Handlung
Der Musiker Ishaq al-Mausili erzählte die folgende Geschichte:
Einst begegnete er in der al-Haram-Straße in Bagdad einem schwarzen Eunuchen, der einen Esel zog, auf dem eine Sängersklavin saß. Ishaqs Herz war sogleich ergriffen vom Anblick der schönen Frau und dachte über eine Möglichkeit nach, wie er zu ihr gelangen könne. Sie trat in das Haus ein, an dessen Tor er sich befand und kurz darauf kamen zwei schöne, junge Männer, die dort ebenfalls Einlass suchten. Nachdem ihnen dieser vom Hausherrn gewährt worden war, gesellte sich Ishaq zu ihrer Gruppe und die beiden glaubten, Ishaq wäre mit eingeladen worden. Darauf wurde den Gästen Wein und Speisen angeboten und eine Sklavin erschien und spielte auf der Laute. Der Hausherr und die beiden Männer erkannten schnell, dass es sich bei dem (ihnen vom Gesicht nicht her bekannten) Ishaq offenkundig um einen Schmarotzer handelte, doch gebot ihre Gastfreundschaft es nicht, ihn rüde zu vertreiben.
Als die Gebetszeit nahte, machten sich die Männer auf zum Gebet, wobei Ishaq unbemerkt die Saiten der Laute der Sklavin rein stimmte, ehe er mit den anderen Männern das Gebet verrichtete. Als sie sich wieder setzten und die Sklavin wieder anfing die Laute zu spielen, erkannte sie sofort, dass sie anders klang und fragte, wer sie berührt habe, woraufhin sich Ishaq meldete. Daraufhin bat die Sklavin Ishaq auf ihr zu spielen und Ishaq tat dies und sang dazu poetische Verse, die alle Anwesenden in Wallung versetzten. Schließlich gab sich Ishaq al-Mausili zu erkennen und erklärte dem Hausherrn, dass die Sklavin ihm sein Herz gestohlen habe.
Der Hausherr erklärte, dass die Sklavin – und all ihr Schmuck und ihre Gewänder – ihm gehören sollten, wenn Ishaq dafür als Gegenleistung einen Monat lang in seinem Haus bleibe und er ihn mit seiner Musik unterhalte. Nach dem einen Monat übergab er das Sklavenmädchen an Ishaq und dieser war überglücklich. Als der Kalif al-Ma'mun Ishaq fragte, wo er einen Monat gewesen sei, erzählte dieser ihm die Geschichte und der Kalif forderte sogleich, ihm den Hausherrn und die Sklavin vorzuführen. Dem Hausherrn gab er hunderttausend Dirham, Ishaq al-Mausili fünfzigtausend, damit die Sklavin für ihn singe.

## Textherkunft und Rezeption
Die Geschichte findet sich in den ägyptischen Handschriften (Bulaq I) und den frühen Druckausgaben von Tausendundeine Nacht, darunter die Breslauer Ausgabe. Auf die Kalkutta-II-Ausgabe griffen für ihre Übersetzungen Richard Francis Burton und Enno Littmann zurück.
In der klassisch-arabischen Literatur findet sich die Geschichte außerhalb von Tausendundeine Nacht im Kitab al-Aghani von Abū l-Faradsch al-Isfahānī (897–967), in Halbat al-kumayt von al-Nawadschi (gest. 1455) und in I'lam al-Nas von Muhammad Diyab al-Itlidi (17. Jahrhundert). Ebenso findet sie sich in einer anonymen ägyptischen Geschichtensammlung aus dem 16. Jahrhundert.
Die Geschichte weist inhaltliche Parallelen zu der Tausendundeine Nacht-Erzählung Ibrahim ibn al-Mahdi und die Schwester des Kaufmanns (ANE 94) auf.

## Weiteres
Ishaq al-Mausili ist eine historische Figur, er war einer der berühmtesten Sänger und Musiker im Abbasiden-Kalifat und besaß ein eigenes Etablissement zur Ausbildung von Sängersklavinnen. In Tausendundeine Nacht tritt er als Handlungsfigur ebenso in den Erzählungen Ishaq al-Mausili, die Sklavin und der Teufel (ANE 221) und Die Sklavin Tuhfat al-Qulub (ANE 339) in Erscheinung.

## Ausgaben
- Richard Francis Burton: Arabian Nights, Burton Club, 1900 (Erstausgabe 1885–1888), Band 5, S. 129–133.
- Enno Littmann: Die Erzählungen aus den tausendundein Nächten, Insel Verlag, Frankfurt 1968, Band 3, S. 550–555.